# Christina Belgioioso

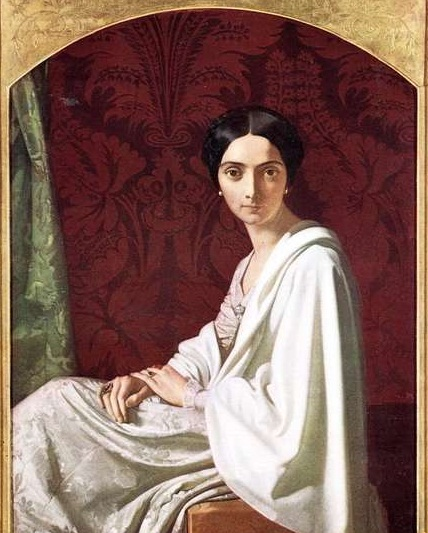
Cristina Trivulzio Belgiojoso 1843, av Henri Lehmann.

Cristina Trivulzio Belgioioso (italienskt uttal: [kriˈstiːna triˈvultsjo di beldʒoˈjoːzo, -oːso]), född 28 juni 1808 och död 5 juli 1871, var en italiensk furstinna, författare och patriot.
Belgiojoso, som efter 1830 mestadels vistades i Paris, deltog med iver i den italienska frihertsrörelsen såväl 1848 som 1859. Bland hennes skrifter märks Souvenirs d'exil (1850), Essai sur la formation du dogme catholique (4 band, 1842-43), Emina. Récits turco-asiatiques (2 band, 1856), samt Histoire de la maison de Savoie (1860).